# ستيفان مولر (لاعب كرة قدم مواليد 1995)
ستيفان مولر (بالإنجليزية: Stefan Mueller)‏ هو لاعب كرة قدم أمريكي في مركز الدفاع، ولد في 13 أكتوبر 1995 في إيست نورثبورت في الولايات المتحدة. لعب مع نادي تورمينتا ونادي ساوثبورت.